# Foz de Biniés
Foz de Biniés este o arie protejată (arie specială de conservare — SAC, sit de importanță comunitară — SCI) din Spania întinsă pe o suprafață de 166,59 ha, integral pe uscat.

## Localizare
Centrul sitului Foz de Biniés este situat la coordonatele 42°39′01″N 0°47′38″W / 42.6504°N 0.793813°V.

## Înființare
Situl Foz de Biniés a fost declarat sit de importanță comunitară în ianuarie 1997 pentru a proteja 1 specie de plante și 3 specii de animale. Situl a fost protejat și ca arie specială de conservare în februarie 2021.

## Biodiversitate
Situată în ecoregiunea mediteraneană, aria protejată conține 5 habitate naturale: Pante stâncoase calcaroase cu vegetație casmofită, Păduri iberice de Quercus faginea și Quercus canariensis, Râuri de munte și vegetația lor lemnoasă cu Salix elaeagnos, Păduri pe pante, grohotișuri și ravene de Tilio-Acerion, Păduri de Quercus ilex și Quercus rotundifolia.
La baza desemnării sitului se află mai multe specii protejate:
- plante (1): Narcissus asturiensis
- mamifere (1): vidră de râu (Lutra lutra)
- nevertebrate (1): rădașcă (Lucanus cervus)
- pești (1): Parachondrostoma miegii

Pe lângă speciile protejate, pe teritoriul sitului au mai fost identificate 13 specii de plante, 18 specii de păsări, 2 specii de amfibieni, 5 specii de mamifere, 3 specii de pești, 1 specie de reptile.